# Mozilla application framework
Mozilla Application Framework — фреймворк,
набор программных компонентов, предназначенный
для сборки и разработки программ, созданный в рамках проекта Mozilla Foundation и распространяемых под лицензиями GNU GPL и Mozilla Public License.
Первоначально назывался XPFE (CROSS-Platform Front End) и XPToolkit.
Широко используется для разработки другого кросс-платформенного
прикладного ПО,
главным образом ориентированного на интернет,
как например браузеры на движке Gecko и т. п.

## Компоненты Mozilla Application Framework
Geckoбраузерный движок, основанный на стандартах.
NeckoAPI сетевых уровней, транспортного, сеансового и уровня представлений (the network library).
XULязык «зул» — базис интерфейса пользователя, — подмножество XML, описывающее стандартные виджеты, элементы управления, шаблоны и т. п. Во многом — аналог HTML.
XBLязык описания собственных виджетов для последующего использования в XUL, для расширения XUL.
XPCOMкроссплатформенная компонентно-ориентированная модель разработки ПО.
XPConnectобъектный интерфейс для взаимодействия XPCOM-объектов и модулей на JavaScript.
XPInstallсетевая технология (де)инсталляции XPI-пакетов, добавления к ПО новых компонентов, подобных расширениям Firefox.
Веб-сервисыMozilla включает встроенную поддержку стандартов XML-RPC, SOAP, WSDL, а также основу AJAX — объект XMLHttpRequest.
Другие стандартыфреймворк поддерживает также стандарты DTD, RDF, XSLT/XPath, MathML, SVG, JavaScript, SQL, LDAP, и др.

## Реализации
- XULRunner — современная реализация;
- Gecko Runtime Environment — более старая версия;
- Mozilla Suite — самая первая реализация.

См. также статью «GRE» в Mozilla Developer Center.